# الناي السحري
الناي السحري (بالألمانية: Die Zauberflöte) هي أوبرا مُكونة من فصلين تحمل طابع المسرحية الغنائية ألف موسيقاها فولفغانغ أماديوس موزارت (1756-1791) سنة 1791 ميلادية وكتب كلماتها الألماني إيمانويل شيكانيدير، وتعد أحد أشهر الأعمال الأوبرالية الـ22 التي لحنها موزارت. أنجز موزارت هذه الأوبرا في ربيع وصيف سنة 1791 وعُرِضت لأول مرة في 30 سبتمبر 1791 في مسرح فرايهاوس في فيينا، قبل شهرين من وفاة موزارت، وما زالت هذه الأوبرا إلى اليوم أحد العروض الرئيسية التي تُقدم في مسارح الأوبرا في جميع أنحاء العالم.
يظهر في أوبرا موزارت الأخيرة هذه تأثره وشيكانيدر بأفكار الماسونية، في قصة رمزية تتعلق بالصراع بين ملكة الليل، والتي تمثل الجهل وقمع المعرفة؛ وبين ساراسترو، وهو الملك الخيِّر المستنير الذي يقوم حكمه على أساس الحكمة والعقل ، ويناضل كل من تامينو، وباباغينو عن طريق المحاولة والخطأ بين هاتين القوتين المتضادتين لينعما في النهاية بالنعيم على الأرض وبالحب الدائم.
تعطي نوطات الأوبرا الأصلية فكرة عن طريقة موزارت في التأليف، فخلال المرحلة الأولى من العمل كان موزارت يكتب في الغالب الجزء المتعلق باللحن و صوت الباس فقط، إلى جانب عدد من الرموز الموسيقية الهامة في تكوين الطبقة المتوسطة، ثم يضيف الآلات المتبقية فيما بعد. ويظهر ذلك جليا في اختلاف ألوان الحبر على صفحات المقطوعات الموسيقية، الذي يشير الى الاختلاف الزمني بين خطوات العمل.

## موضوع الأوبرا

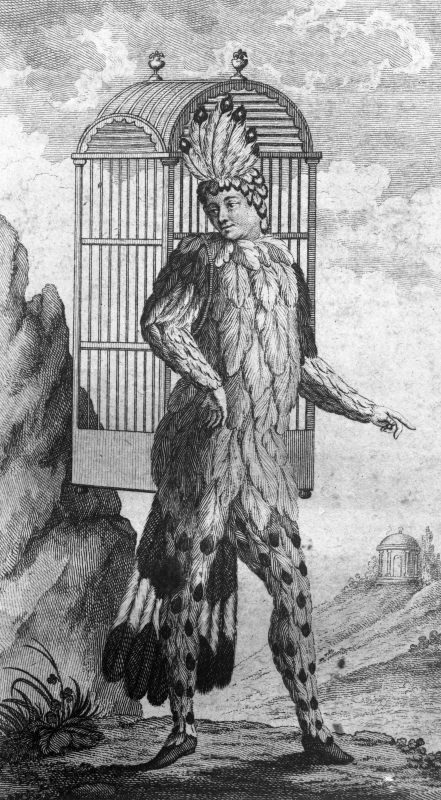
إيمانويل شيكانيدير، مؤلف الأوبرا، يموت كما هو موضح في أداء دور باباغينو. الكائن على ظهره هو قفص العصافير.

تدور حبكة القصة حول تجاذب بين قوتين، الشرّ متمثل في «ملكة الليل» تعاونها ثلاث نسوة غرغونات (مكسوات الرؤوس بالأفاعي) يخططن للانتقام، والخير، متمثل في «ساراسترو» الباسط نفوذه على هيكل الحكمة.
يحيط بساراسترو كهنة المعرفة وأساطين الحكمة دعاة القوانين الأخلاقية، التي سيقف في أعلى درجات سلم رقيها الإنساني ونضوجها العقلاني في نهاية القصة الأمير«تامينو»، الذي سلك السبيل الأمثل إلى الكمال وحمى نفسه من التردّي والسقوط، والفتاة «بامينا» الحسناء الرقيقة ابنة ملكة الليل التي نشأت وترعرعت في كنف أمها بمملكة الظلام حتى تطهّرت أخيراً في هيكل الحكمة بنار الحب المقدّسة، وأصبحت لا تليق إلا بأمير كريم هو تامينو.
تجسّم شخصية «باباجينو» صياد الطيور وبائعها المرح الإنساني الفطري وخفة الدم، وقد كتب على هذا أن يمر بتجارب قاسية برفقة تامينو لتحرير بامينا من أسر مملكة الليل. وباباجينو هذا ظل يسعى بخفة دمه إلى متع الحياة البريئة من طعام وشراب مقايضة بطيوره،؛ والتغزّل بالنسوة اللواتي يعترضن سبيله ويمازحنه ويساومنه على طيوره الجميلة، التي يحملها في قفص على كتفه ويرقص بها وينفخ في صفّارات من قصب الغاب مترنّما في الساحات والأزقة وتحت الشبابيك ويغني بصوته الجهير:
| الناي السحري | أنا صياد الطيور دايماً فرح ومسرورْ وانا معروف ومشهور بعرفوني كبير زْغيرْْ أنا صياد الطيورْ ابلبس الريش الكذّابْ وبعزف عا قصب الغابْْ وبغري الطير وما بيهاب مني وبكمشـو بْيَـدِّيْ وبصبح في القفص مأسورْ وأنا صياد الطيـورْ بدي شبك شو ما كانْ أتصيّد فيه النسوانْ بالدزينه شكال لْوانْ ويصيرو كلهن عنديْ وأنا صياد الطيورْْ ويصيرو كلهن عندي وأقعد مثل الأفندي والحلوه اللي تبوس خدي هِيِّ من دون النسوانْ بالفرشة تنام بْحدّي وتحت راسا أوضع يديْ وأهزّلها حتى تنام مثل الطفل لزغيــورْ وأنا صياد الطيورْ | الناي السحري |

## الأدوار
| الدور                                    | نوع الصوت                 | العرض الأول، 30 سبتمبر 1791 (قيادة: فولفغانغ أماديوس موتسارت) |
| ---------------------------------------- | ------------------------- | ------------------------------------------------------------- |
| تامينو                                   | تينور                     | بينيديكت شاك                                                  |
| باباغينو                                 | باريتون                   | إيمانويل شيكانيدير                                            |
| بامينا                                   | سوبرانو                   | آنا غوتليب                                                    |
| ملكة الليل                               | كولورتورا سوبرانو         | جوزفا هوفر                                                    |
| ساراسترو                                 | باس                       | فرانس زافير غيرل                                              |
| ثلاث سيدات                               | 2 سوبرانو، ميزو سوبرانو   | ميلي كلوبفر، ميلي هوفمان، السيدة إليزابيث شاك                 |
| مونوستاتوس                               | تينور                     | يوهان جوزيف نويسويل                                           |
| ثلاثة أولاد                              | تريبل، ألتو، ميزو سوبرانو | أنا سكيكندر; أنسلم هاندلغروبر; فرانز انطون ماورر              |
| رئيس المعبد                              | باس باريتون               | السيد وينتر                                                   |
| ثلاثة كهنة                               | تينور، 2 باس              | يوهان مايكل كيستلر، أوربان شيكاندر، السيد مول                 |
| باباغينا                                 | سوبرانو                   | باربرا جيرل                                                   |
| رجلان مسلحان                             | تينور، باس                | يوهان مايكل كيستلر، السيد مول                                 |
| ثلاثة عبيد                               | 2 تينور، باس              | كارل لودفيج جيسيك، السيد فراسيل، السيد ستارك                  |
| الكهنة والنساء والأشخاص والعبيد والجوقة. |                           |                                                               |

## الفصل الأول
تجري أحداث الناي السحري في فصلين رئيسيين ففي الفصل الأول نرى الشاب الوسيم الأمير تامينو يصطاد بقوسه ونشّابه في الغابة، ويضل طريقه ويصل إلى مملكة الظلام، حيث تهاجمه أفعى ضخمة وتهمّ بابتلاعه، وينقذه من براثنها ثلاث نسوة من أتباع «ملكة الليل»، تقتل إحداهنّ الأفعى، فيما يسقط تامينو مغشيا عليه. تعجب النسوة بجمال تامينو وتتنافسن على من يبقى بجواره ريثما تنادي الأخريات الملكة.
تحضر «ملكة الظلام» وتكلّف تامينو بأن يحرر ابنتها الحسناء «بامينا» من أسر «ساراسترو» الباسط نفوذه على هيكل الحكمة، وتعده بتزويجه منها. في هذا الجزء تغني الملكة مقطوعة "لآريا" التي تشتهر بها هذه الأوبرا.
وبدافع من الحب والواجب أخذ «تامينو» على عاتقه مهمة تحرير «بامينا» التي تعرّف على جمالها الساحر من صورة لها أطلعته عليها النسوة الثلاث قد أطلعنه عليها، ويعطى ناياً سحريا ً تجعل أنغامه الوحش أنيساً أليفاً وكذلك يعطى صيّاد الطيور «باباغينو» رفيق تامينو في مهمته أجراساً سحريّة صغيرة لتكون والناي السحري بوظيفة مشابهة، وينطلق الاثنان لتحرير «بامينا»، يرشدهما في رحلتهما ثلاثة فتية اختارتهم الملكة.

### المورو الشرير
وكان لساراسترو مولى مورو أدهم اللون يسهرعلى حراسة بامينا اسمه «مونوستاتوس» الذي كان يراودها عن نفسها، وهي تحاول مرارا الهرب من الأسر. يرسل تامينو رفيقه باباغينو إلى هيكل الحكمة، ويلتقي باباغينو بامينا ويطمئنها بأن هناك أميراً يدعى تامينو يسعى إلى خلاصها الوشيك، وما عليها إلا الصبر.

### موسيقى ترقّص الوحوش
يلتقي تامينو مرشديه الثلاثة الذين يدلوه على طريق السلامة بالصبر والصمت، ويعزف بالناي السحري ألحاناً تجعل حيوانات الغابة ترقص حوله، كما كان يفعل أورفيوس الشاعر الغنائي اليوناني في ماضي الزمان، ثم يسارع تامينو إلى التفتيش عن بامينا التي سبقه رفيقه باباغينو إلى العثور عليها، وقد استخدم هذا الأجراس السحرية في التغلب على مونوستاتوس الذي تخور قواه ويهرب.

### لقاء تامينو وبامينا
يسمع ساراسترو بقدوم غريبين يجوسان خلال ردهات «هيكل الحكمة»، كما يعلم بمراودة مونوستاتوس بامينا عن نفسها، فيوقع به العقاب (سبعة وسبعين جلدة). يلتقي تامينو ببامينا ويقع كل منها بغرام الثاني، ولكن ساراسترو يقبض عليهما ويخضع تامينو وباباغينو للمحاكمة (التجربة).

## الفصل الثاني

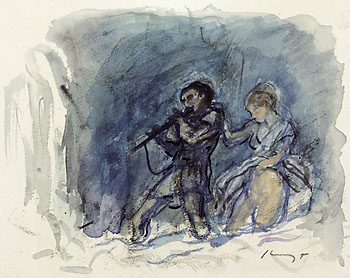
تامينو وبامينا خضعا لمحاكمتهما النهائية؛لوحة بالألوان المائية للفنان ماكس سليفوغت (1868-1932)

يبلغ ساراسترو مجلس الحكماء أن تامينو ورفيقه باباجينو جاهزان لدخول الامتحان الذي سيقودهما إلى طريق الخير والواجب الإنساني، ويناشد الآلهة إيزيس وأوزيريس حمايتهما.
يقود الكهنة تامينو وباباغينو إلى الامتحان الأول ويحذروهما من كيد النساء وينصحاهما بالتزام الصمت، ثم تظهر النساء الثلاث من أتباع الملكة وتذكرانهما بما قالته الملكة عن ساراسترو، وتحاولان دفعهما للحديث، وبالفعل ينسى باباغينو نفسه أحياناً فيأخذ بالثرثرة، ولكن تامينو يرفض الحديث ويأمر باباغينو بعدم الاستماع إلى ما يقلن، فتبتعد نساء الملكة خائبات، ويعود الكهنة لييصطحبوا الرفيقين بعيدا.

### ملكة الليل تتامر
تعلم ملكة الليل بحسن علاقة تامينو بعدوها ساراسترو، فتظهر لابنتها وتعطيها خنجرا مسموما لتطعن به ساراسترو، وتخرج الملكة ليعود مونوستاتوس لمراودة بامينا مهددا إياها بفضح سرها إلى ساراستروا، إلا ساراسترو يظهر ويطرد مونوستاتوس، وتطلب بامينا منه الصفح وترجوه عدم الانتقام من أمها الملكة، فيؤكد لها ساراستروا أن لا مكان للانتقام والقسوة لديه.

### محاولة انتحار
يقود الكهنة تامينو وباباغينو ويذكروهما بصيامهما عن الكلام. يشكو باباغينو من العطش، فتظهر امرأة عجوز وتسقيه، فيشرع بمغازلتها. يحضر الفتية الثلاثة الطعام والناي والأجراس السحرية، ويعزف تامينو على الناي السحري، فتأتي بامينا وتحاول أن تتحدث مع تامينو، ولكنه يلتزم الصمت. تظن بامينا أن تامينو لم يعد يحبها وتفكر في الانتحار بالخنجر المسموم، وتغادر المكان حزينة.

### الأهرامات
يجمع ساراسترو بامنينا وتامينو ليودعا بضعها البعض قبل أن يدخل تامينو الامتحان الأصعب، محذرا اياهما أن هذا قد يكون الوداع الأخير، ويعزز هذا من الحزن والرغبة بالانتحار لدى بامينا.
يغادر الجميع، ويدخل باباغينو ويطلب من الكهنة كوبا من النبيذ، ويحدثهم عن رغبته بالعثور على زوجة. تظهر الامرأة العجوز مجددا وتهدد باباغينو بأنه يسظل مسجونا هنا إلى الأبد إذا لم يعدها بالزواج منها، فيعدها باباغينو بالحب والوفاء (قائلا لنفسه أنه سيبقى معها حتى يجد امرأة أفضل)، وتتحول العجوز إلى فتاة شابة (باباغينا)، ويهرع باباغينو لعناقها، إلا أن الكهنة يقودوه بعيدا قائلين أنه لا يستحقها.

### في الحديقة
يغني الفتية الثلاثة للغروب، ويلحظون بامينا وهي تحاول الانتحار لظنها أن تامينو قد تخلى عنها، ويحولون بينها وبين ذلك مؤكدين حب تامينو لها.

### جبل المحنة
يقود رجلان مسلحان تامينو إلى المكان واعدين إياه بأن الخلاص من نصيب من يتغلب على الخوف من ا لموت، ويؤكد تامينو استعداده للامتحان، فيعلماه أن امتحان الصمت قد انتهى وأنه يمكنه الآن الكلام مع بامينا. تأتي بامينا وتؤكد استعدادها خوض التجربة معه وتعطيه الناي السحري، ويعبران سوية النار والماء دون أن يمسهما سوء، ويدعوهما الكهتة لدخول المعبد.

### في الحديقة
يبتئس باباغينو لفقدانه باباغينا ويقرر شنق نفسه على شجرة، إلا أنه يتردد، ويظهر الفتية الثلاثة ويذكروه بأن بوسعه أن ينادي باباغينا مستخدما الناي السحري، فيفعل وتظهر باباغينا وبتغازلان بأصوات تشبه صوت العصافير، ويتحدثان عن مستقبلهما المشترك والأطفال الذين يعتزمان إنجابهم.

### النهاية
اجتاز تامينو الامتحان وارتفع شأنه وبامينا في عيون الرعية، وكانت السعادة من نصيبه ونصيب باباجينو الذي لقي بدوره سعيدة الحظ باباجينا المرأة الطروب اللعوب لتكون زوجاً له بالرغم من ثرثرته وضعفه في تجربته، بعد أن سامحه ساراسترو ورجاله ولم يعاقبوه بسبب مرحه وخفّة ظلّه.
يظهر مونوستاتوس بمعية ملكة الظلام ونسائها ويخططوا لتدمير المعبد، وتؤكد الملكة وعدها له بتزويجه بامينا إذا نجح في ذلك، ولكن صاعقة تنفجر فجأة وتأخذهم إلى الظلمات الأبدية، ويظهر ساراستروا معلنا ناتصار النور على الظلام وتحيي الجوقة تامينو ومبامينا اللذان تزوجا حديثا، ويقدم الشكر إلى إيزيس وأوزيريس.

## مقاطع موسيقية
- إفتتاحية
- النغمة الثانية من ملكة الليل، DER HOLLE Rache الثأر من الجحيم .
- النغمة الثانية من ملكة الليل، DER HOLLE Rache الثأر من الجحيم، (تسجيل آخر)
- مسيرة الكهنة (بداية الفصل الثاني)

## وصلات خارجية
- الناي السحري على موقع الموسوعة البريطانية (الإنجليزية)

- دليل الأوبرا
- الأوبرا باختصار
- نص الأوبرا والترجمة الإنجليزية من Aria-Database.com
- صدر الكتاب من نص كلمات الأوبرا بمناسبة الأداء لأول مرة في عام 1791 من internetloge.org
- "Der Hölle Rache" على يوتيوب
- "Der Hölle Rache" على يوتيوب
- "Der Hölle Rache" على يوتيوب
- "Der Hölle Rache" على يوتيوب
- ملاحظات برنامج مختصر من أوبرا حديثة إنتاج غولد وغولدسميث، جامعة لندن
- (بالألمانية)